# Sarah Höfflin
Sarah Höfflin (ur. 8 stycznia 1991 w Genewie) – szwajcarska narciarka dowolna, specjalizująca się w slopestyle'u i big air.

## Kariera
W zawodach Pucharu Świata zadebiutowała 11 listopada 2016 roku w Mediolanie, zajmując siódme miejsce w big air. Tym samym już w swoim debiucie zdobyła pierwsze pucharowe punkty. Na podium zawodów pucharowych po raz pierwszy stanęła 28 stycznia 2017 roku w Seiser Alm, zwyciężając w slopestyle'u. Wyprzedziła tam Francuzkę Coline Ballet-Baz oraz Caroline Claire z USA. W klasyfikacji generalnej sezonu 2016/2017 zajęła ostatecznie dziesiąte miejsce, a w klasyfikacji slopestyle'u zdobyła Małą Kryształową Kulę. W sezonie 2018/2019 zajęła drugie miejsce w klasyfikacji slopestyle'u, przegrywając o punkt z Kanadyjką Megan Oldham. W sezonie 2019/2020 w tej klasyfikacji była już najlepsza. W sezonie 2020/2021 zajęła trzecie miejsce w klasyfikacji generalnej OPP i w klasyfikacji slopestyle'u. Następnie w sezonie 2021/2022 była druga w klasyfikacjach big air i slopestyle'u.
W 2017 roku zajęła czwarte miejsce podczas mistrzostw świata w Sierra Nevada. Na rozgrywanych rok później igrzyskach olimpijskich w Pjongczangu, gdzie zwyciężyła w slopestyle'u. Pozostałe miejsca na podium zajęły jej rodaczka, Mathilde Gremaud i Isabel Atkin z Wielkiej Brytanii. W 2019 roku, na mistrzostwach świata w Park City zajęła 4. miejsce w big airze.
Jest czterokrotną medalistką zawodów X Games rozgrywanych w amerykańskim Aspen. Podczas Winter X Games 22 zdobyła złoty medal w konkurencji big air. Z kolei podczas Winter X Games 23 zdobyła srebrny medal w konkursie slopestyle'u. Kolejne dwa medale wywalczyła w Winter X Games 24: srebrny w slopestyle'u oraz brązowy w big air.

## Osiągnięcia

### Igrzyska olimpijskie
| Miejsce | Dzień     | Rok  | Miejscowość | Konkurencja | Zwyciężczyni     |
| ------- | --------- | ---- | ----------- | ----------- | ---------------- |
| 1.      | 17 lutego | 2018 | Pjongczang  | Slopestyle  | -                |
| 6.      | 8 lutego  | 2022 | Pekin       | Big Air     | Eileen Gu        |
| 20.     | 15 lutego | 2022 | Pekin       | Slopestyle  | Mathilde Gremaud |

### Mistrzostwa świata
| Miejsce | Dzień     | Rok  | Miejscowość   | Konkurencja | Zwyciężczyni        |
| ------- | --------- | ---- | ------------- | ----------- | ------------------- |
| 4.      | 19 marca  | 2017 | Sierra Nevada | Slopestyle  | Tess Ledeux         |
| 4.      | 2 lutego  | 2019 | Park City     | Big Air     | Tess Ledeux         |
| 8.      | 13 marca  | 2021 | Aspen         | Slopestyle  | Eileen Gu           |
| 8.      | 16 marca  | 2021 | Aspen         | Big Air     | Anastasija Tatalina |
| 4.      | 28 lutego | 2023 | Bakuriani     | Slopestyle  | Mathilde Gremaud    |
| 16.     | 21 marca  | 2025 | Engadyna      | Slopestyle  | Mathilde Gremaud    |
| 2.      | 29 marca  | 2025 | Engadyna      | Big Air     | Flora Tabanelli     |

### Puchar Świata

#### Miejsca w klasyfikacji generalnej
- sezon 2016/2017: 10.
- sezon 2017/2018: 51.
- sezon 2018/2019: 12.
- sezon 2019/2020: 21.

Od sezonu 2020/2021 klasyfikacja generalna została zastąpiona przez klasyfikację Park & Pipe (OPP), łączącą slopestyle, halfpipe oraz big air.
- sezon 2020/2021: 3.
- sezon 2021/2022: 4.
- sezon 2022/2023: 3.
- sezon 2023/2024: 8.
- sezon 2024/2025: 11.

#### Miejsca na podium w zawodach
1. Seiser Alm – 28 stycznia 2017 (slopestyle) – 1. miejsce
2. Québec – 11 lutego 2017 (big air) – 3. miejsce
3. Québec – 12 lutego 2017 (slopestyle) – 2. miejsce
4. Mönchengladbach – 1 grudnia 2017 (big air) – 2. miejsce
5. Modena – 4 listopada 2018 (big air) – 2. miejsce
6. Stubai – 23 listopada 2018 (slopestyle) – 2. miejsce
7. Font-Romeu – 12 stycznia 2019 (slopestyle) – 1. miejsce
8. Font-Romeu – 11 stycznia 2020 (slopestyle) – 3. miejsce
9. Mammoth Mountain – 31 stycznia 2020 (slopestyle) – 1. miejsce
10. Silvaplana – 27 marca 2021 (slopestyle) – 2. miejsce
11. Chur – 22 października 2021 (big air) – 2. miejsce
12. Stubai – 20 listopada 2021 (slopestyle) – 2. miejsce
13. Bakuriani – 5 marca 2022 (slopestyle) – 2. miejsce
14. Laax – 22 stycznia 2023 (slopestyle) – 2. miejsce
15. Silvaplana – 25 marca 2023 (slopestyle) – 2. miejsce
16. Chur – 19 października 2023 (big air) – 3. miejsce
17. Stubai – 24 listopada 2024 (slopestyle) – 3. miejsce
18. Pekin – 1 grudnia 2025 (big air) – 2. miejsce